# Senyoria de Granhòu
La senyoria de Granhòu fou una castlania de la Dordonya, formada per les parròquies de Borron, Bruc, Grunh, Jaure, Mansac, Nuòuvic, Sent Leon, Sent Pau de Serra, Valaruelh i Vilamblard, i que fou concedida com a senyoria a Elies I, fill del comté Elies V de Perigord. Els senyors de Granhòu foren després:
- Vescomtes de Fronsac, per matrimoni amb Arsalida de Pomiers vescomtessa de Fronsac
- Marquesos d'Euxidel, des de 1613; posseïen Euxidel per matrimoni amb Francesca de Casaran, senyora d'Euxidel
- Comtes de Grignols, des de 1613.
- Comtes i després prínceps de Chalais i després ducs de Perigord. Aquesta branca va originar:
  - Prínceps de Talleyrand, ducs de Talleyrand, ducs de Dino, ducs de Valençay, ducs de Montmorency, prínceps i ducs de Sagan, i barons de Talleyrand.

## Llista de senyors i comtes de Grignols
- Elies I, vers 1099-1225
- Bosó I (fill), vers 1246
- Elies II (fill, mort el 1322), casat (1277) amb Agnes, fill d'Oliver, hereva de la senyoria de Chalais
- Raimon (fill) 1322->1341, senyor de Chalais i Granhòu
- Bosó II (fill) vers 1343-1363
- Elies III (fill) casat amb Asalida de Pomiers, vescomtessa de Fronsac, vers 1364-1401
- Bosó III (germà, mort el 1407)
- Francesc I (fill d'Elies III), senyor de Granhòu, vescomte de Fronsac, vers 1401-?
- Carles I (fill) ?-1468, vescomte de Fronsac
- Joan I (fill) vescomte de Fronsac, comte de Chalais (autotitulat "príncep de Chalais") 1468-1508
- Francesc II (fill) vescomte de Fronsac, comte de Chalais (autotitulat "príncep de Chalais") 1508-?
- Julià (fill), príncep de Chalais ?-1564
- Daniel (fill) casat amb Francesca de Casaran senyora d'Euxidel, 1564-1616, príncep de Chalais, des de 1613 comte de Granhòu.

Els dominis dels Granhòu es reparteixen en la senyoria d'Euxidel (creada marquesat 1613 per Lluís XIII), la senyoria de Granhòu (creada comtat el 1613 per Lluís XIII) i el comtat de Chalais (centrat al castell de Chalais, a la Charente, creat comtat el 1613). La branca de comtes de Chalais, representada per Enric, es va extingir a la seva mort el 1626 i va passar al seu germà Carles II, marquès d'Euxidel, al que va succeir el seu fill Adrià Blai, mort jove el 1670; llavors va continuar el seu germà Joan II mort en data desconeguda, i a la seva mort el seu fill Lluís Joan Carles; aquest darrer va morir el 1757 i només va deixar una filla, Maria Francesca, casada amb Gabriel Maria, comte de Périgord, tornant a enllaçar les dues branques.
La branca de comtes de Grignols, representada per Andreu, va continuar amb el seu fill Adrià i el fill d'aquest Gabriel (+1737) casat amb Margarita, senyora de Mauriac, i pare de Daniel i Joan Jordi. Daniel portà els títols de marquès de Tayllerand, comte de Granhòu i comte de Mauriac (1737-1745) i el va succeir el seu fill Gabriel Maria, que va heretar els títols paterns i a més el de comte de Perigord (després ducat); es va casar amb Maria Francesca, princesa de Chalais i marquesa d'Euxidel.
El successor fou Elies Carles, comte de Granhòu i Mauriac, marquès d'Euxidel i príncep de Chalais entre altres títols, la branca del qual va existir fins al 1883. La branca segona, iniciada per Adalbert Carles (germà d'Elies Carles) que va portar el títol de comte de Perigord (més tard ducat) i origen dels ducs de Talleyrand, ducs de Dino, ducs de Valençay, ducs de Montmorency, prínceps i ducs de Sagan, extinta en línia masculina el 1968; i finalment la tercera branca (la més jove) de barons de Talleyrand, també extinta.